# Michelangelo La Neve
Michelangelo La Neve (Tarsia, 14 marzo 1959 – Roma, 18 gennaio 2022) è stato un fumettista e sceneggiatore italiano.

## Biografia
Nacque a Tarsia in provincia di Cosenza, ma, ancora bambino, si trasferì con la famiglia a Varese.
A diciotto anni, dopo aver conseguito il diploma di Perito Aziendale e Corrispondente in Lingue Estere, decise di trasferirsi a Roma, dove lavorò come grafico e illustratore, cominciando a disegnare per testate come Rosa Shocking e Tilt, per specializzarsi in seguito anche nella sceneggiatura.
Tra il 1989 e il 1991 collaborò con le case editrici ACME, Universo e Blue Press, lavorando anche per la rivista Intrepido. Nel 1992 iniziò a collaborare con la Bonelli, scrivendo storie per Dylan Dog e Martin Mystère. Creò, nel 1995, il fumetto ESP, edito dalla Universo.
Collaborò con il Teatro dell'Opera di Roma per il volume L'Opera a fumetti.
Pubblicò in Francia, Italia e USA la graphic novel Il Giorno Dei Maghi, disegnata da Marco Nizzoli. Fu l'ideatore del personaggio Sebastiano X, disegnato da Stuart Immonen. Fu coautore, con il pubblicitario Lorenzo Amadio, del romanzo fantasy Cyrus Dikto - La sinfonia dell'immortale.
Nel 2013 fu autore della sceneggiatura della commedia Song'e Napule per la regia dei Manetti bros.. Scrisse anche la sceneggiatura dell'episodio Tassista notturno, nella quinta stagione della serie TV L'ispettore Coliandro (2016), regia dei Manetti bros.
Il sodalizio con i Manetti bros. continuò con Ammore e malavita, musical del 2017 con protagonisti Giampaolo Morelli, Serena Rossi, Claudia Gerini e Carlo Buccirosso.
La Neve è morto il 18 gennaio 2022 a Roma dopo aver lavorato alle serie TV Black Out - Vite sospese e Noi siamo leggenda.

## Opere
- Michelangelo La Neve (testi), Giancarlo Caracuzzo (disegni); Neve d'Agosto, in Martin Mystère n. 125, Sergio Bonelli Editore, agosto 1992.
- Michelangelo La Neve (testi), Paolo Morales (disegni); I bambini dagli occhi bianchi, in Martin Mystère n. 128, Sergio Bonelli Editore, novembre 1992.
- Michelangelo La Neve (testi), Giancarlo Caracuzzo (disegni); Catacombe!, in Martin Mystère n. 135, Sergio Bonelli Editore, giugno 1993.
- Michelangelo La Neve (testi), Giancarlo Caracuzzo (disegni); Il teatro della memoria, in Martin Mystère n. 136, Sergio Bonelli Editore, luglio 1993.
- Michelangelo La Neve (testi), Ugolino Cossu (disegni); Sinfonia mortale, in Dylan Dog n. 99, Sergio Bonelli Editore, dicembre 1994.
- Michelangelo La Neve (testi), Montanari & Grassani (disegni); Notte senza fine, in Dylan Dog n. 104, Sergio Bonelli Editore, maggio 1995.
- Giancarlo Berardi e Michelangelo La Neve (testi), Luigi Siniscalchi (disegni); Cyrano, in Julia - Le avventure di una criminologa n. 13, Sergio Bonelli Editore, ottobre 1999.
- Michelangelo La Neve, Bruno Bonetti e Stefano Santarelli (testi), Giovanni Romanini & Luisa Zancanella (disegni); Il lato oscuro della luna, in Martin Mystère n. 239, Sergio Bonelli Editore, febbraio 2002.
- Michelangelo La Neve e Stefano Santarelli (testi), Luisa Zancanella (disegni); Il ragazzo che sapeva tutto, in Martin Mystère n. 240, Sergio Bonelli Editore, marzo 2002.
- Michelangelo La Neve e Stefano Santarelli (testi), Rodolfo Torti (disegni); Il frutto proibito, in Martin Mystère n. 258, Sergio Bonelli Editore, settembre 2003.
- Michelangelo La Neve e Stefano Santarelli (testi), Rodolfo Torti (disegni); La principessa dal cuore gelido, in Martin Mystère n. 259, Sergio Bonelli Editore, ottobre 2003.
- Michelangelo La Neve e Stefano Santarelli (testi), Lucio Leoni & Roberto Cardinale (disegni); Gli uomini del blues, in Martin Mystère n. 261, Sergio Bonelli Editore, dicembre 2003.
- Michelangelo La Neve e Stefano Santarelli (testi), Lucio Leoni & Roberto Cardinale (disegni); Gli incappucciati, in Martin Mystère n. 262, Sergio Bonelli Editore, gennaio 2004.
- Michelangelo La Neve e Stefano Santarelli (testi), Alfredo Orlandi e Roberto Cardinale (disegni); La terra dei giganti, in Martin Mystère n. 267, Sergio Bonelli Editore, giugno 2004.
- Michelangelo La Neve, Federico Memola e Stefano Santarelli (testi), Giovanni Romanini & Luigi Coppola (disegni); La notte dei non-morti, in Martin Mystère n. 272, Sergio Bonelli Editore, novembre 2004.
- Michelangelo La Neve e Stefano Santarelli (testi), Giovanni Romanini (disegni); Il club degli spadaccini, in Martin Mystère n. 273, Sergio Bonelli Editore, dicembre 2004.
- Michelangelo La Neve, Alfredo Castelli e Stefano Santarelli (testi), Giovanni Romanini, Alfredo Orlandi & Roberto Cardinale (disegni); La cella N°13, in Martin Mystère n. 274, Sergio Bonelli Editore, gennaio 2005.
- Michelangelo La Neve e Stefano Santarelli (testi), Luisa Zancanella (disegni); Il Budda d'oro, in Martin Mystère n. 282, Sergio Bonelli Editore, dicembre 2005.
- Michelangelo La Neve e Stefano Santarelli (testi), Luigi Coppola (disegni); Il pavone dell'Imperatore, in Martin Mystère n. 284, Sergio Bonelli Editore, aprile 2006.